# Парадела (Миранда-ду-Дору)
Парадела (порт. и мирандск. Paradela) — бывший район (фрегезия) в Португалии, входил в округ Браганса. Являлся составной частью муниципалитета Миранда-ду-Дору. По старому административному делению входил в провинцию Траз-уж-Монтиш и Алту-Дору. Входил в экономико-статистический субрегион Алту-Траз-уш-Монтеш, который входит в Северный регион. Население составляло 165 человек на 2001 год. Занимал площадь 13,84 км².
При реорганизации 2012-2013 годов был объединён с Ифанешем.